# ۱۷۲۵ (میلادی)
۱۷۲۵ (میلادی) هزار و هفتصد و بیست و پنجمین سال تقویم میلادی است.
- ۲ آوریل – جاکومو کازانووا، نویسنده، شاعر، و کتابدار ایتالیایی (د. ۱۷۹۸)
- ۵ سپتامبر – ژان اتین مونتوکلا، ریاضی‌دان فرانسوی (د. ۱۷۹۹)
- ۲۹ سپتامبر – رابرت کلایو، سیاست‌مدار بریتانیایی (د. ۱۷۷۴)

## درگذشتگان
- ۸ فوریه - پتر یکم (پتر کبیر)، تزار روسیه (زادهٔ ۱۶۷۲)
- ۶ ژانویه – چیکاماتسو مونزائمون، نویسنده ژاپنی (ز. ۱۶۵۳)
- ۲۴ اکتبر – الساندرو اسکارلاتی، آهنگساز ایتالیایی (ز. ۱۶۶۰)